# Liechtenstein az 1960. évi téli olimpiai játékokon
Liechtenstein az egyesült államokbeli Squaw Valleyben megrendezett 1960. évi téli olimpiai játékok egyik részt vevő nemzete volt. Az országot az olimpián 1 sportágban 3 sportoló képviselte, akik érmet nem szereztek.

## Alpesisí
Férfi
| Versenyző      | Versenyszám      | 1. futam | 1. futam | 2. futam | 2. futam | Összesítés | Összesítés |
| Versenyző      | Versenyszám      | Idő      | Hely.    | Idő      | Hely.    | Idő        | Helyezés   |
| -------------- | ---------------- | -------- | -------- | -------- | -------- | ---------- | ---------- |
| Adolf Fehr     | Lesiklás         |          |          |          |          | 2:27,4     | 41.        |
| Adolf Fehr     | Műlesiklás       | kizárták | kizárták | kiesett  | kiesett  | kiesett    | kiesett    |
| Adolf Fehr     | Óriás-műlesiklás |          |          |          |          | 2:13,3     | 43.        |
| Hermann Kindle | Lesiklás         |          |          |          |          | 2:29,4     | 49.*       |
| Hermann Kindle | Műlesiklás       | 1:28,7   | 45.*     | 1:17,0   | 26.      | 2:45,7     | 27.        |
| Hermann Kindle | Óriás-műlesiklás |          |          |          |          | 2:11,7     | 40.        |
| Silvan Kindle  | Lesiklás         |          |          |          |          | 2:29,4     | 49.*       |
| Silvan Kindle  | Műlesiklás       | 1:19,3   | 27.      | 1:11,4   | 21.      | 2:30,7     | 21.        |
| Silvan Kindle  | Óriás-műlesiklás |          |          |          |          | 2:08,9     | 39.        |

* - egy másik versenyzővel azonos eredményt ért el